# 短颖臂形草
花果期7-10月。生于田野、山地及草地上。
短颖臂形草（学名：Brachiaria semiundulata），为禾本科臂形草属下的一个植物种。